# Oblężenie Amidy
Oblężenie Amidy – oblężenie, które miało miejsce w roku 359 w trakcie wojen rzymsko-perskich. Wielka armia perska pod wodzą Szapura II, wspomagana przez wojowniczych Chionitów po długotrwałym oblężeniu zdobyła Amidę. Walki o miasto wyczerpały jednak wojska perskie, które zakończyły kampanię. Jednym z ocalałych po stronie rzymskiej był Ammianus Marcellinus, który opisał zmagania o miasto i kampanię perską 359 r.  